# 1996 en arts plastiques
| Années des arts plastiques : 1993 - 1994 - 1995 - 1996 - 1997 - 1998 - 1999    |
| Décennies des arts plastiques : 1960 - 1970 - 1980 - 1990 - 2000 - 2010 - 2020 |

Cette page concerne l'année 1996 en arts plastiques.

## Événements
- 13 juillet : Inauguration du Monument vivant de Biron, œuvre de Jochen Gerz, dans la commune de Biron dans le Périgord, en Dordogne.

## Décès
- 6 janvier : 
  - Duane Hanson, sculpteur américain (° 17 janvier 1925),
  - Alexis Hinsberger, peintre, lithographe et sculpteur français d'origine espagnole (° 18 septembre 1907),
- 7 janvier : Tarō Okamoto, peintre japonais (° 26 février 1911),
- 18 janvier : Leonor Fini, peintre argentine (° 30 août 1908),
- 19 janvier : Elvire Jan, peintre française (° 1er mai 1904),
- 31 janvier : Henri de Jordan, peintre français (° 13 septembre 1944),
- 22 février : Pierre Roussel, peintre et judoka français (° 4 décembre 1927),
- 16 mars : Jean Neuberth, peintre français (° 23 novembre 1915),
- 22 mars : Francis Eula, peintre français (° 14 février 1921),
- 25 mars : Charles Homualk, peintre et illustrateur de cartes postales français (° 20 novembre 1909),
- 28 mars : Henriette Gröll, peintre française (° 28 février 1906),
- 1er avril : Max Bucaille, peintre, sculpteur et poète français (° 30 juin 1906),
- 6 avril :
  - I.J. Berthe Hess, peintre française (° 4 novembre 1925),
  - Émile Sabouraud, peintre français (° 17 novembre 1900),
- 12 avril : Jean Martin, peintre figuratif français (° 21 mai 1911),
- 7 mai : 
  - William Nelson Copley, peintre et collectionneur d'art américain (° 24 janvier 1919),
  - Jacques Schuffenecker, peintre français (° 21 novembre 1941),
- 17 juin : Robert Lepeltier, peintre français (° 27 août 1913),
- 27 juin : Pierre Trofimoff, peintre français (° 20 octobre 1925),
- 30 juin : Antonino Mancuso Fuoco, peintre italien (° 13 juin 1921),
- 1er juillet : Ota Janeček, peintre, sculpteur et graphiste tchécoslovaque puis tchèque (° 15 août 1919),
- 9 juillet : Yves Rouvre, peintre français (° 4 novembre 1910),
- 14 juillet : Jean-Claude Chauray, peintre français (° 14 avril 1934),
- 17 juillet : Rémy Lejeune, dessinateur, graveur et peintre français (° 7 octobre 1932),
- 14 août : Uzo Egonu, peintre, graveur et designer nigérian actif en Angleterre (° 25 décembre 1931),
- 16 août : Sergueï Koliada, peintre soviétique puis russe (° 18 juin 1907),
- 19 août : Tatiana Mavrina, peintre et illustratrice soviétique puis russe (° 20 décembre 1902),
- 25 août : John Edmund Strandberg, peintre canadien d'origine suédoise (° 16 novembre 1911),
- 26 août : Mario Maskareli, peintre et graveur serbe puis yougoslave (° 20 octobre 1918),
- 27 août : Martin Disler, peintre, sculpteur et écrivain suisse (° 1er mars 1949),
- 8 septembre : Onib Olmedo, peintre expressionniste philippin (° 7 juillet 1937),
- 9 septembre : Edgard Pillet, sculpteur et peintre français (° 29 juillet 1912),
- 21 septembre : Paolo De Poli, artiste, designer et peintre italien (° 1er août 1905),
- 23 septembre : René Legrand, peintre, céramiste et décorateur d'intérieur français (° 26 septembre 1926),
- 26 septembre : Léon Raffin, peintre français (° 8 juin 1906),
- 3 octobre : David Chabas, peintre, journaliste, éditeur et écrivain français (° 22 août 1895),
- 9 octobre : Yoshio Aoyama, peintre japonais (° 10 janvier 1894),
- 23 octobre :
  - Bruno Baeriswyl, peintre suisse (° 11 août 1941),
  - Robert Nicoïdski, peintre suisse (° 5 décembre 1931),
- 24 octobre : Pierre Caille, sculpteur, peintre, graveur, céramiste et joaillier belge (° 11 janvier 1911),
- 12 novembre : Claude Petitet, peintre français (° 11 juin 1922),
- 19 novembre : Georges Arnulf, peintre et graveur français (° 23 mars 1921),
- 20 novembre : Jean Chevolleau, peintre français (° 18 novembre 1924),
- 23 novembre : Daniel Argimon, peintre et sculpteur espagnol (° 20 juin 1929),
- 4 décembre : Ans Wortel, peintre, poète et écrivaine néerlandaise (° 18 octobre 1929),
- 6 décembre : Jean Bertholle, peintre et graveur français (° 26 juin 1909),
- 17 décembre : Armand Niquille, peintre suisse (° 30 mars 1912),
- 22 décembre :
  - Albert Deman, peintre et sculpteur français (° 15 janvier 1929),
  - Joseph Martineau, peintre français (° 5 décembre 1911),
  - Mića Popović, peintre et réalisateur de films expérimentaux serbe puis yougoslave (° 12 juin 1923),
- 27 décembre : Simone d'Avène, dessinatrice et peintre française (° 18 avril 1903),
- ? :
  - Suzanne Chapelle, peintre française (° 1913),
  - Ghislain Dussart, photographe et peintre français (° 1924),
  - Salvatore Gallo, peintre et sculpteur italien (° 1928).